# 革新都市
革新都市（ヒョクシンドシ、朝鮮語: 혁신도시）とは、各省庁の下位機関、外局、および公企業などを移転する目的で韓国各地の道・広域市に建設された都市である。
2007年1月11日にて韓国の国会で成立された『公共機関の地方移転による革新都市建設および支援に関する特別法』をその根拠法律としている。

## 沿革
- 2003年06月、『国家の均衡発展のための公共機関地方移転の推進方針』を発表
- 2004年04月、『国家均衡発展特別法』における「公共機関の地方移転」の法的根拠を追加
- 2005年12月23日、10ヶ所の革新都市の立地選定を完了
- 2007年1月11日、革新都市特別法の制定(同年2月12日施行)
- 2007年～2012年の間、合わせて180ヶ所の政府関連機関の地方移転を承認

## 革新都市の開発コンセプト
韓国各地の革新都市は次の4つのコンセプトに沿って開発される。
- 産·学·研·官の連携を通じて、革新を創り出す革新拠点都市
  - 移転してきた政府機関と地域の戦略産業との連携によって地域の発展を牽引
  - 産·学·研·官の連合体を通じた新しい地域発展の成長動力を創出
- 地域のテーマを活かした、個性的な特性化都市
  - 各々の革新都市ごとにその地域の特色、産業別の特性をブランド化
  - 地域のアイデンティティーを活かすランドマークと個性的なイメージを創出
- 誰にとっても住み心地の良い、環境に優しい緑のエコシティー
  - 自然の環境を可能な限り保護して、生態系の多様性、循環性を確保
  - 省エネルギーと資源節約を実践する、持続可能な都市空間の構造と交通システムを構築
- 学習と創意的交流が可能な教育・文化都市
  - 特殊目的高校の設置などにより優秀かつ先進的な教育環境を造成
  - 地域の特性と美しい景観を活かす、品格有る都市文化の「演出」
  - 地域情報時代における先端都市の運営システムが組み込まれたU-City(ユビキタスシティー)を造成

## 革新都市の規模

### 人口
- 革新都市における計画人口は約2~5万を想定して段階的に開発
  - 1段階(2007 ~ 2012, 移転してきた政府機関の定着段階)
    - 移転してきた政府機関と関連企業の従事者の数: 2500~4千人
    - 間接的な人口流入効果: 約1万5千~2万5千人

  - 2段階(2013 ~ 2020, 産·学·研の定着段階)
    - 革新都市に誘致された民間企業、大学、研究所などの従事者の数: 約4千~8千人
    - 間接的な人口流入効果: 2万5千~5万人

  - 3段階(2021 ~ 2030, 「革新拡散」の段階)
    - 産·学·研·官の連合体の拡散による求人数の増加、および潜在的な人口流入効果は、地域と規模による。

### 移転対象の公共機関を選定
- 『国家均衡発展特別法』における、中央行政機関を含む政府機関は全国的に409ヶ所におよび、その中で約85%の345ヶ所がソウルなど首都圏に所在
- 国家均衡発展特別法の第18条、および同法の施行令第15条により、次のような機関を移転対象から除外
  - 中央行政機関(省庁レベル、行政中心複合都市(世宗市)の建設計画によって移転するかどうかを決定)
  - 首都圏を管轄とする機関
  - 首都圏の中の「落後地域」(他地域より開発に遅れる取っている地域)と、廃棄物埋立地の所在地にある機関
  - 公演・展示・図書・地域文化福祉・医療施設など、首都圏住民の文化・複利の充実に寄与する施設を管理する機関
  - 首都圏地域内の文化遺跡、墓地、埋立地、北朝鮮への出入りに関する場所、鉄道駅、空港などを管理する機関
  - 構成員同士の相互扶助、権益向上などを目的にする機関
  - その他、首都圏内所在は止むを得ないと認められた機関
- 上記の選別条件によって最終的に180ヶ所の機関の移転が確定。その中で革新都市特別法が適用される機関は157ヶ所(革新都市内124ヶ所 + 革新都市の敷地外の場所に個別移転16ヶ所 + 世宗市17ヶ所)におよび、23ヶ所の機関は『幸福都市特別法』が適用されて世宗市に移転する。

## 地域別の機関配置状況
- 首都圏(ソウル特別市・仁川広域市・京畿道)と、韓国政府大田庁舎・大德(テドク)研究団地などが立地する大田広域市を除く12ヶ所の広域市・道に「公平性の原則」を顧慮して適正に配置
- 政府機関の地方移転による効果を増すため、一箇所の革新都市になるべく類似な機能を担う機関をまとめて配置

### 釜山・慶南圏(45)

#### 釜山広域市(21)
- 位置: 釜山広域市 影島区、南区の一帯、海雲台区の一角
- 機能群: 海洋水産、金融、映画振興など
- 移転機関 : 韓国資産管理公社(幹事機関)、住宅都市保証公社[注釈 1]、韓国住宅金融公社、国立水産品質管理院、国立海洋調査院、釜山国際金融研修院、韓国預託決済院[注釈 2]、韓国造船海洋機資材研究院、韓国青少年相談福祉開発院[注釈 3]、韓国海洋科学技術院[注釈 4]、韓国海洋水産開発院、海洋環境開発教育院[注釈 5]、国立海洋博物館、海洋総合金融センター、ゲーム物管理委員会[注釈 6]、ゲームコンテンツ等級分類委員会、映像物等級委員会、映画振興委員会、キャムコ(KAMCO)船舶運用、韓国海洋保証、韓国南部発電(株)

##### 革新都市の敷地外に個別移転(+2)
- 位置: 南区 門峴洞の一帯
- 移転機関 : 韓国取引所[注釈 7]、技術信用保証基金

#### 蔚山広域市(11)
- 位置: 蔚山広域市 中区 牛亭洞の一帯
- 機能群: エネルギー、勤労福祉、産業安全など
- 移転機関: 勤労福祉公団(幹事機関)[注釈 8]、韓国石油公社、安全保健公団、韓国産業人力公団、韓国エネルギー公団[注釈 9]、国立災難安全研究院[注釈 10]、エネルギー経済研究院、韓国技術資格検定院、雇用労働部の総合相談センター[注釈 11]、韓国東西発電(株)、道路交通公団の運転免許本部[注釈 12]

#### 慶尚南道(11)
- 位置: 慶尚南道 晋州市 忠武公洞の一帯
- 機能群: 住宅建設、中小企業の振興など
- 移転機関: 住宅管理公団(株)(幹事機関)、韓国土地住宅公社[注釈 13]、中小企業振興公団、韓国施設安全公団、国防技術品質院、韓国産業技術試験院、韓国セラミック技術院[注釈 14]、韓国昇降機(エレベーター)安全管理院、中央関税分析所、韓国著作権委員会[注釈 15]、韓国南東発電(株)

### 大邱・慶北圏(32)

#### 大邱広域市(15)
- 位置: 大邱広域市 東区 安心洞の一帯
- 機能群: 産業振興、教育・学術、ガス産業など
- 移転機関: 韓国ガス公社(幹事機関)、韓国産業団地公団、大邱慶北先端医療産業振興財団、韓国私学振興財団、韓国奨学財団[注釈 16]、医療技術試験訓練院、中央教育研修員[注釈 17]、韓国鑑定院、韓国教育学術情報院、韓国脳研究院[注釈 18]、韓国産業技術評価管理院[注釈 19]、韓国情報化振興院[注釈 20][注釈 21]、中央身体検査所、漢医技術応用センター[注釈 22]、信用保証基金

##### 個別移転(+1)
- 位置: 達城郡 求智面
- 移転機関: 中央119救助本部[注釈 23][注釈 24]

#### 慶尚北道(13)
- 位置: 慶尚北道 金泉市 栗谷洞の一帯
- 機能群: 道路交通、農業技術、調達、電力技術など
- 移転機関: 韓国道路公社(幹事機関)、韓国建設管理公社、交通安全公団、大韓法律救助公団、韓国法務保護福祉公団[注釈 25]、調達教育院、調達品質院、農林畜産檢疫本部[注釈 26]、国立農産物品質管理院、国立種子院、気象通信所、郵政事業調達センター、韓国電力技術|韓国電力技術(株)

##### 個別移転(+3)
- 慶州市(3)
  - 城東洞 : 韓国水力原子力(株)
  - 北部洞 : 韓国原子力環境公団[注釈 27]
  - 乾川邑: 中性子加速研究センター[注釈 28]

※ 放射性廃棄物処理場の誘致地域に対する補償策として上記の機関を移転。

### 忠南圏(30)

#### 世宗特別自治市(19)
- 位置: 旧燕岐郡一帯、および公州市の一部 (行政中心複合都市(世宗市)として忠清南道から分離)
- 移転機関: 船舶安全技術公団、科学技術政策研究院、国土研究院、農林水産食品教育文化情報院[注釈 29]、対外経済政策研究院、産業研究院、畜産物品質評価院、交通研究院、開発研究院、労働研究院、法制研究院、保健社会研究院、租税財政研究院[注釈 30]、職業能力開発院、青少年政策研究院、環境政策評価研究院、経済人文社会研究会、国家科学技術研究会[注釈 31]、韓国協同組合研究所

※（革新都市とは別枠で） 『政府世宗庁舎』へ移転する中央行政機関およびその所属機関：およそ70ヶ所

#### 大田広域市 (+3)
- 儒城区(3)
  - 鳳山洞：韓国ガス技術公社
  - 道龍洞：中小企業技術情報振興院、韓国特許情報院

※すべて個別移転

#### 忠清南道(+8)
- 牙山市(4)
  - 排芳邑: 国立特殊教育院
  - 新昌面 : 警察大学[注釈 32]
  - 草沙洞 : 警察教育院[注釈 33]、警察捜査研修院[注釈 33]
- 論山市(1)
  - 移転位置: 陽村面
  - 移転機関: 国防大学校[注釈 34]
- 保寧市(1)
  - 移転位置: 大川洞
  - 移転機関: 韓国中部発電(株)
- 天安市(1)
  - 移転位置: 東南区 並川面
  - 移転機関: 関税国境管理研修院
- 泰安郡(1)
  - 移転位置: 泰安邑
  - 移転機関: 韓国西部発電(株)

※すべて個別移転

### 忠北圏 (21)

#### 忠清北道(13)
- 位置: 忠清北道 鎮川郡
- 機能群: 情報通信、人材開発、科学技術など

##### 個別移転(+8)
- 位置: 清州市 興徳区 五松邑 蓮堤里
- 移転機関: 食品医薬品安全処[注釈 35][注釈 36]、疾病管理本部、先端医療産業振興財団、国立保健研究院、食品医薬品安全評価院[注釈 37]、韓国保健福祉人力開発院、韓国保健産業振興院、五松生命科学団地支援センター

### 全南圏(18)

#### 光州広域市・全羅南道(合わせて16)
光州広域市革新都市と全羅南道革新都市の建設は、最初は別々の革新都市として推進されたが、電力産業(韓国電力公社・韓電KPS(株)・韓国電力取引所・韓電KDN(株)の4ヶ所)を誘致した光州広域市庁と全羅南道庁との合意のもとで両市道の共同革新都市を建設する方針に切り替えた。
- 位置: 全羅南道 羅州市 ビッカラム洞の一帯
- 機能群: 電力産業、農水産業、放送通信、文化芸術など
- 移転機関: 韓国電力公社(幹事機関)、韓国農漁村公社[注釈 38]、韓国農水産食品流通公社[注釈 39]、私立学校教職員年金公団、国立電波研究院[注釈 40]、農林水産食品技術企画評価院、農食品教育院[注釈 41]、韓国農村経済研究院、韓国放送通信電波振興院、韓国インターネット振興院[注釈 42]、韓国コンテンツ振興院、韓国電力取引所、郵政事業情報センター、韓国文化芸術委員会、韓電KDN(株)、韓電KPS(株)

##### 個別移転(+2)
- 光州広域市 南区(1)
  - 林岩洞: 世界キムチ研究所
- 麗水市(1)
  - 五川洞: 海洋警備安全教育院[注釈 43][注釈 44]

### 全北圏(14)

#### 全羅北道(12)
- 位置: 全羅北道 全州市域の西側一帯、その敷地は完州郡の飛び地(伊西面)にも及ぶ。
- 機能群: 農業生命、食品研究、年金管理など
- 移転機関: 韓国国土情報公社(幹事機関)[注釈 45]、韓国農村振興庁[注釈 35]、韓国電気安全公社、国民年金公団[注釈 46]、韓国農水産大学[注釈 47]、国立農業科学院[注釈 48]、国立食糧科学院、国立園芸特作科学院、国立畜産科学院、地方自治人材開発院、韓国食品研究院、韓国出版文化産業振興院[注釈 49]

##### 個別移転(+2)
- 益山市(1)
  - 移転位置: 松鶴洞
  - 移転機関: 農業技術実用化財団
- 茂朱郡(1)
  - 移転位置: 雪川面
  - 移転機関: テコンド振興財団

### 江原圏(13)

#### 江原特別自治道(12)
- 位置: 江原特別自治道 原州市 盤谷洞の一帯
- 機能群: 鉱業、健康生命、観光など
- 移転機関: 韓国鉱物資源公社(幹事機関)[注釈 50]、大韓石炭公社、韓国観光公社、国立公園管理公団、国民健康保険公団、道路交通公団、韓国鉱害管理公団、韓国報勳福祉医療公団、国立科学捜査研究院、健康保険審査評価院、韓国地方行政研究院、韓国赤十字

##### 個別移転(+1)
- 移転位置: 原州市 地正面
- 移転機関: 森林航空本部

### 済州圏 (8)

#### 済州特別自治道(8)
- 位置: 済州特別自治道 西帰浦市 西烘洞の一帯
- 機能群: 国際交流、教育研修、国税など
- 移転機関: 国土交通人材開発院(幹事機関)[注釈 51]、公務員年金公団、在外同胞財団、韓国国際交流財団、国立気象科学院[注釈 52]、国税公務員教育院、国税庁の顧客満足センター、国税庁酒類免許支援センター